# Hidrieo
Hidrieo (¿-344 a. C.), sátrapa de Caria desde el 351 a. C. hasta su muerte.

## Contexto histórico
Hidrieo era el segundo hijo de Hecatomno, fundador de la dinastía Hecatómnida, quien había sido sátrapa de Caria desde el 391 a. C. y había sido sucedido por su hijo mayor Mausolo. A la muerte de Mausolo le sucedió su hermana y mujer Artemisia desde el 353 a. C. hasta su muerte en el 351 a. C. A la muerte de ésta, Hidrieo se convirtió en nuevo sátrapa. Lo sería durante siete años.

## Su gobierno
Por los tiempos de la toma de la satrapía por Hidrieo, el rey persa Artajerjes III envió un ejército a Egipto, pero fue derrotado por los mercenarios griegos del faraón Nectanebo II. Inmediatamente, el aqueménida ordenó a la ciudad de Sidón que reclutara un nuevo ejército. Los habitantes de la ciudad fenicia se rebelaron y Nectanebo envió para ayudarles sus mercenarios comandados por el rodio Mentor. La revuelta se propagó a Chipre.
Artajerjes ordenó entonces a Hidrieo la construcción de un ejército y una flota para reconquistar Chipre. Los sátrapas de Cilicia y Siria, Mazaeo y Belesys tenían que proceder contra los rebeldes. Fueron repelidos por Mentor y probablemente la revuelta se propagó entonces por Samaria y Judea. Tuvo que ser el propio rey quien atacara Sidón, ciudad que capturó finalmente en el 345 a. C. Mientras tanto, Hidrieo había cumplido su parte enviando a Chipre 40 navíos y 8.000 mercenarios bajo el mando del ateniense Foción y el líder chipriota Evágoras II.
Es posible que Hidrieo no fuera leal totalmente. En el 346 a. C., el orador ateniense Isócrates dirigió un discurso al rey Filipo II de Macedonia en el que argumentaba lo fácil que sería la conquista del imperio persa en ese momento ya que Egipto, Fenicia y Chipre estaban aún en rebelión e Hidrieo de Caria podría ser un aliado muy útil. Probablemente Isócrates sabía algo que los historiadores de hoy desconocen. En cualquier caso, al año siguiente del discurso Sidón era capturada y un año después la rebelión chipriota también fue contenida.
En ese año 344 a. C., Hidrieo moría víctima de una enfermedad. Le sucedió Ada, su hermana y esposa.